# Voyriella
Voyriella,  monotipski biljni rod iz porodice Gentianaceae, smješten u tribus Saccifolieae. 
Jedina vrsta je V. parviflora, holomikotrof raširen od Paname do tropske južne Amerike
Rod je opisan u Stirpes Surinamensis Selectae 146–147. 1850[1851].